# Landouzy-la-Cour
Landouzy-la-Cour és un municipi francès situat al departament de l'Aisne i a la regió dels Alts de França. L'any 2007 tenia 151 habitants.

## Demografia

### Població
El 2007 la població de fet de Landouzy-la-Cour era de 151 persones. Hi havia 68 famílies de les quals 24 eren unipersonals (12 homes vivint sols i 12 dones vivint soles), 20 parelles sense fills, 20 parelles amb fills i 4 famílies monoparentals amb fills.
La població ha evolucionat segons el següent gràfic:
Habitants censats

### Habitatges
El 2007 hi havia 79 habitatges, 65 eren l'habitatge principal de la família, 9 eren segones residències i 5 estaven desocupats. Tots els 78 habitatges eren cases. Dels 65 habitatges principals, 55 estaven ocupats pels seus propietaris, 7 estaven llogats i ocupats pels llogaters i 3 estaven cedits a títol gratuït; 3 tenien dues cambres, 14 en tenien tres, 15 en tenien quatre i 33 en tenien cinc o més. 38 habitatges disposaven pel capbaix d'una plaça de pàrquing. A 27 habitatges hi havia un automòbil i a 26 n'hi havia dos o més.

### Piràmide de població
La piràmide de població per edats i sexe el 2009 era:
| Homes | Edats   | Dones |
| ----- | ------- | ----- |
| 0     | 95 o +  | 0     |
| 0     | 90 a 94 | 0     |
| 0     | 85 a 89 | 0     |
| 4     | 80 a 84 | 4     |
| 4     | 75 a 79 | 4     |
| 0     | 70 a 74 | 4     |
| 8     | 65 a 69 | 0     |
| 8     | 60 a 64 | 12    |
| 4     | 55 a 59 | 4     |
| 12    | 50 a 54 | 12    |
| 12    | 45 a 49 | 8     |
| 0     | 40 a 44 | 0     |
| 4     | 35 a 39 | 0     |
| 8     | 30 a 34 | 16    |
| 16    | 25 a 29 | 4     |
| 0     | 20 a 24 | 0     |
| 0     | 15 a 19 | 8     |
| 4     | 10 a 14 | 4     |
| 0     | 5 a 9   | 12    |
| 0     | 0 a 4   | 0     |

## Economia
El 2007 la població en edat de treballar era de 96 persones, 70 eren actives i 26 eren inactives. De les 70 persones actives 66 estaven ocupades (42 homes i 24 dones) i 5 estaven aturades (5 dones i 5 dones). De les 26 persones inactives 7 estaven jubilades, 7 estaven estudiant i 12 estaven classificades com a «altres inactius».

### Ingressos
El 2009 a Landouzy-la-Cour hi havia 65 unitats fiscals que integraven 154 persones, la mediana anual d'ingressos fiscals per persona era de 15.764 €.

### Activitats econòmiques
Dels 5 establiments que hi havia el 2007, 1 era d'una empresa de construcció, 2 d'empreses de serveis i 2 d'empreses classificades com a «altres activitats de serveis».
L'any 2000 a Landouzy-la-Cour hi havia 13 explotacions agrícoles que ocupaven un total de 875 hectàrees.

## Equipaments sanitaris i escolars
El 2009 hi havia una escola elemental integrada dins d'un grup escolar amb les comunes properes formant una escola dispersa.

## Poblacions més properes
El següent diagrama mostra les poblacions més properes.